# Juin 1976

## Évènements
- 6 juin : intervention des forces armées syriennes dans la guerre civile du Liban[1].

- 12 juin :
  - Uruguay : Juan María Bordaberry, peu avant la fin de son mandat, suggère d’interdire les partis traditionnels pour les remplacer par un système corporatiste de représentation des grands courants d’opinion. Les militaires refusent et remplacent Bordaberry par Alberto Demichelli puis Aparicio Méndez.
  - Départ de la quarante-quatrième édition des 24 Heures du Mans.

- 13 juin :
  - (Formule 1) : Grand Prix automobile de Suède.
  - Victoire de Jacky Ickx et Gijs van Lennep aux 24 Heures du Mans.

- 16 juin : émeutes de Soweto contre une manifestation pacifique de jeunes noirs en Afrique du Sud, brutalement réprimées.

- 19 juin, Suède : mariage du roi Charles XVI de Suède avec Silvia Sommerlath.

- 23 juin, France : loi sur la taxation des plus-values du capital.

- 24 juin : l'Indonésie annexe le Timor oriental.

- 25 juin : en République populaire de Pologne, l’annonce d’une forte hausse des prix alimentaires provoque des grèves et des émeutes ouvrières à Radom et Ursus. Edward Gierek rapporte immédiatement la mesure, mais doit recourir à la force pour réprimer les manifestations. L’opposition commence à se développer. Elle s’organise en Comité de défense des ouvriers (KOR). On dénonce les falsifications de l’Histoire officielle, on diffuse la vérité sur les massacres de Katyn. On a de moins en moins peur du régime et de sa police. On vit mal les inégalités sociales et les privilèges des dirigeants.

- 26 juin, Canada : Ouverture de la Tour CN

- 27 juin :
  - Portugal : victoire d'António Ramalho Eanes à l'élection présidentielle.
  - Rallye automobile : arrivée du Rallye du Maroc.

- 29 juin : indépendance des Seychelles.

- 30 juin : découverte de radioactivité sur Mars.

## Naissances
- 1er juin : Ravesa Lleshi, femme politique albanaise.
- 4 juin : Alexeï Navalny, activiste anti-corruption russe († 16 février 2024).
- 17 juin :
  - Scott Adkins, acteur britannique, expert aux arts martiaux.
  - Djata Ilébou, chanteuse burkinabè († 21 octobre 2010).
- 20 juin : Romuald Wadagni, homme politique.
- 21 juin : Mike Einziger, guitariste américain du groupe Incubus.
- 22 juin : Gordon Moakes, bassiste (parfois chanteur) anglais du groupe Bloc Party.
- 23 juin : Patrick Vieira, joueur de football français.
- 26 juin : Pascal Gauthier, dirigeant d'entreprise français.
- 28 juin : Gaspard Proust, acteur et humoriste slovéno-suisse.
- 30 juin : Sophie Coste, animatrice radio et télévision.

## Décès
- 5 juin : Ian Horobin, homme politique britannique (° 16 novembre 1899).
- 10 juin : John Whitmore Horsman, homme politique canadien (° 24 septembre 1888).
- 30 juin : Gilbert Desmet, coureur cycliste belge (° 17 octobre 1910).